# John Edward McCarthy
John Edward McCarthy (ur. 21 czerwca 1930 w Houston, Teksas, zm. 18 sierpnia 2018 w Austin, Teksas) – amerykański duchowny katolicki, biskup Austin w latach 1985–2001.

## Życiorys
Święcenia kapłańskie otrzymał 26 maja 1956 i inkardynowany został do ówczesnej diecezji Galveston.
23 stycznia 1979 papież Jan Paweł II mianował go biskupem pomocniczym diecezji Galveston-Houston ze stolicą tytularną Petina. Sakrę otrzymał z rąk ówczesnego ordynariusza Johna Morkovsky’ego.
19 grudnia 1985 mianowany ordynariuszem Austin. Na emeryturę przeszedł 2 stycznia 2001.